# Sobradillo (Salamanca)
Sobradillo é um município raiano da Espanha na província de Salamanca, comunidade autónoma de Castela e Leão, de área 53,50 km² com população de 297 habitantes (2007) e densidade populacional de 6,21 hab/km².
Do castelo conserva-se a torre de menagem, do século XV.

## Demografia
| Variação demográfica do município entre 1991 e 2004 | Variação demográfica do município entre 1991 e 2004 | Variação demográfica do município entre 1991 e 2004 | Variação demográfica do município entre 1991 e 2004 |
| --------------------------------------------------- | --------------------------------------------------- | --------------------------------------------------- | --------------------------------------------------- |
| 1991                                                | 1996                                                | 2001                                                | 2004                                                |
| 464                                                 | 403                                                 | 351                                                 | 333                                                 |